# Patsy Fagan
Patsy Fagan, né le 15 janvier 1951, est un joueur de snooker professionnel irlandais, retiré en 1989. 
Fagan est essentiellement connu pour avoir remporté la première édition du championnat du Royaume-Uni, en 1977.  

## Carrière

### Débuts (1976-1977)
Natif de Dublin, Patsy Fagan est le premier joueur de snooker irlandais à évoluer au niveau professionnel. Dès sa première saison à ce niveau, Fagan parvient à se qualifier pour les championnats du monde de snooker. Il y affronte le vainqueur des quatre dernières édition, Ray Reardon, et s'incline sur le score de 13-7. 

### Meilleurs résultats (1978-1980)
À nouveau qualifié au championnat lors de la saison suivante, il réalise sa meilleure performance dans ce tournoi en atteignant les quarts de finale, après avoir battu Alex Higgins. Cette saison est cependant marquée par une performance bien plus significative, lorsque l'Irlandais remporte la première édition du championnat du Royaume-Uni, en battant en finale Doug Mountjoy, 12 à 9. D'ailleurs, bien que réservée aux joueurs britanniques, Fagan avait pu participer à l'épreuve en vertu de son statut de résident permanent à Londres. 
Même si ce tournoi ne comptait pas encore pour le classement mondial des joueurs à cette époque, Fagan a tout de même pu atteindre son meilleur classement, celui de no 11, lors de cette même saison, en particulier grâce à son quart de finale au championnat du monde. Par la suite, il remporte un autre tournoi non classé,, et est triple finaliste au championnat d'Irlande professionnel, sans jamais réussir à le remporter. 

### Confirmation manquée (1981-1983)
Fagan ne se maintient dans le top 16 mondial que pendant deux saisons. Après en être sorti en 1980, il ne fait plus vraiment parler de lui jusqu'à la fin de sa carrière, même s'il parvient malgré cela à se maintenir parmi les trente meilleurs joueurs de snooker au monde pendant environ cinq ans.

### Déclin et retraite (1984-1990)
L'apparition d'autres tournois classés au calendrier, autres que les championnats du monde, ne lui est pas favorable puisqu'il commence à descendre au classement à partir de 1984, lorsque sont intégrés l'Open international, le Grand Prix et le Classique. En 1990, ayant chuté dans les abîmes du classement, Fagan décide de mettre un terme à sa carrière. Sa dernière qualification pour un tournoi classé remontait à 1986.   

## Après-carrière
Après sa carrière professionnelle, Fagan travaille comme entraîneur de snooker.

## Palmarès
| Légende | Catégorie                      | Titres                         | Finales                        |
|         | Tournois classés               | 0                              | 0                              |
|         | Tournois non classés           | 3                              | 3                              |
|         | Tournois amateurs              | 0                              | 1                              |
| Gras    | Tournois de la triple couronne | Tournois de la triple couronne | Tournois de la triple couronne |

### Titres
| Saison    | Nom du tournoi                | Lieu      | Finaliste     | Score | Tableau |
| 1977-1978 | Championnat du Royaume-Uni    | Blackpool | Doug Mountjoy | 12-9  | Tableau |
| 1977-1978 | Coupe Dry Blackthorn          | Londres   | Alex Higgins  | 4-2   |         |
| 1978-1979 | Tournoi professionnel Suffolk | Ipswich   | Alex Higgins  | 7-3   |         |

### Finales perdues
| Saison    | Nom du tournoi                   | Lieu      | Vainqueur     | Score | Tableau |
| 1974      | Championnat d'Angleterre amateur |           | Ray Edmonds   | 7-11  |         |
| 1977-1978 | Championnat d'Irlande            | Belfast   | Alex Higgins  | 13-21 | Tableau |
| 1978-1979 | Championnat d'Irlande (2)        | Belfast   | Alex Higgins  | 12-21 | Tableau |
| 1980-1981 | Championnat d'Irlande (3)        | Coleraine | Dennis Taylor | 21-22 | Tableau |